# Черемисское (Катайский район)
Черемисское — деревня в Катайском районе Курганской области. Входит в состав Ильинского сельсовета.

## История
До 1917 года в составе Катайской волости Камышловского уезда Пермской губернии. По данным на 1926 год село Черемисское состояло из 375 хозяйств. В административном отношении являлось центром Черемисского сельсовета Катайского района Шадринского округа Уральской области.

## Население
| 1989 | 2002 | 2010 |
| ---- | ---- | ---- |
| 301  | ↘259 | ↘205 |

По данным переписи 1926 года в селе проживало 1603 человека (726 мужчин и 877 женщин), в том числе: русские составляли 100 % населения.